# 关丹
关丹市是马来西亚彭亨州的首府，人口为548,014人（2020年统计），其中82.7%是土著、14.2%是华人、2.7%是印度人以及0.5%是其它人种。行政区面积达2960平方公里。1955年8月27日，彭亨州政府首府从瓜拉立卑迁至此地。关丹市于2021年2月21日正式升格为大城市，隶属于关丹市市政厅。

## 历史
学界一般认为关丹市建城于1850年。历史文献中，最早有关丹市这个名称出现是在1851年或1852年期间。早期的关丹市是一座村庄，村民以打鱼和小型贸易为生。19世纪末到20世纪初，华人矿工和商人建立了关丹市地区最早的城镇，附近的锡矿以及橡胶庄园吸引了来自印度的移民。

## 人口
根據2020年馬來西亞人口普查，关丹市政厅辖区下共有548,014人，其中包括巫裔在内的土著为439,144人，华裔为75,183人，印裔为14,264人，其他族群为2,693人，以及非公民16,730人。
| 2020年关丹族群比例 | 2020年关丹族群比例 | 2020年关丹族群比例 | 2020年关丹族群比例 | 2020年关丹族群比例 |
| ------------------ | ------------------ | ------------------ | ------------------ | ------------------ |
| 族群 / 国籍        | 族群 / 国籍        |                    | 百分比             | 百分比             |
| 马来人             | 马来人             |                    | 79.08%             | 79.08%             |
| 其它土著           | 其它土著           |                    | 1.05%              | 1.05%              |
| 华人               | 华人               |                    | 13.72%             | 13.72%             |
| 印度人             | 印度人             |                    | 2.6%               | 2.6%               |
| 其他               | 其他               |                    | 0.49%              | 0.49%              |
| 非马来西亚公民     | 非马来西亚公民     |                    | 3.05%              | 3.05%              |

| 族群               | 2020   | 2020    |
| 族群               | 人口   | 百分比  |
| ------------------ | ------ | ------- |
| 马来人             | 433371 | 79.08%  |
| 其他土著           | 5773   | 1.05%   |
| 华人               | 75183  | 13.72%  |
| 印度人             | 14264  | 2.6%    |
| 其他               | 2693   | 0.49%   |
| 马来西亚公民总数   | 531284 | 96.95%  |
| 非马来西亚公民总数 | 16730  | 3.05%   |
| 总数               | 548014 | 100.00% |

## 经济
旅游业是关丹市的一个重要经济支柱，其在马来西亚国内是一个著名的手工艺产地，比如峇迪印染。同时它也是彭亨州的行政和经济中心，贸易和商业也是关丹市经济的重要组成成分，林业，工业和渔业对当地经济发展也起着非常关键的作用。
此外，关丹市还有石油工业，这些企业主要位于市北约25公里处的工业区。在这里的企业有巴斯夫国油化学私人有限公司、英国石油化学公司、MTBE、富兰克斯、伊士曼化学公司、原钟渊化学工业、宝理、美固、科恩马、喜悦尔公司等。
关丹市港口位于该工业区以东仅5公里处，它是一个多功能、全天候海港，拥有复杂的器械来处理各种货物，包括集装箱、液体、干散货和杂货。1998年该港被私有化，它是马来半岛东海岸最重要的海港和物流中心。

## 基础建设

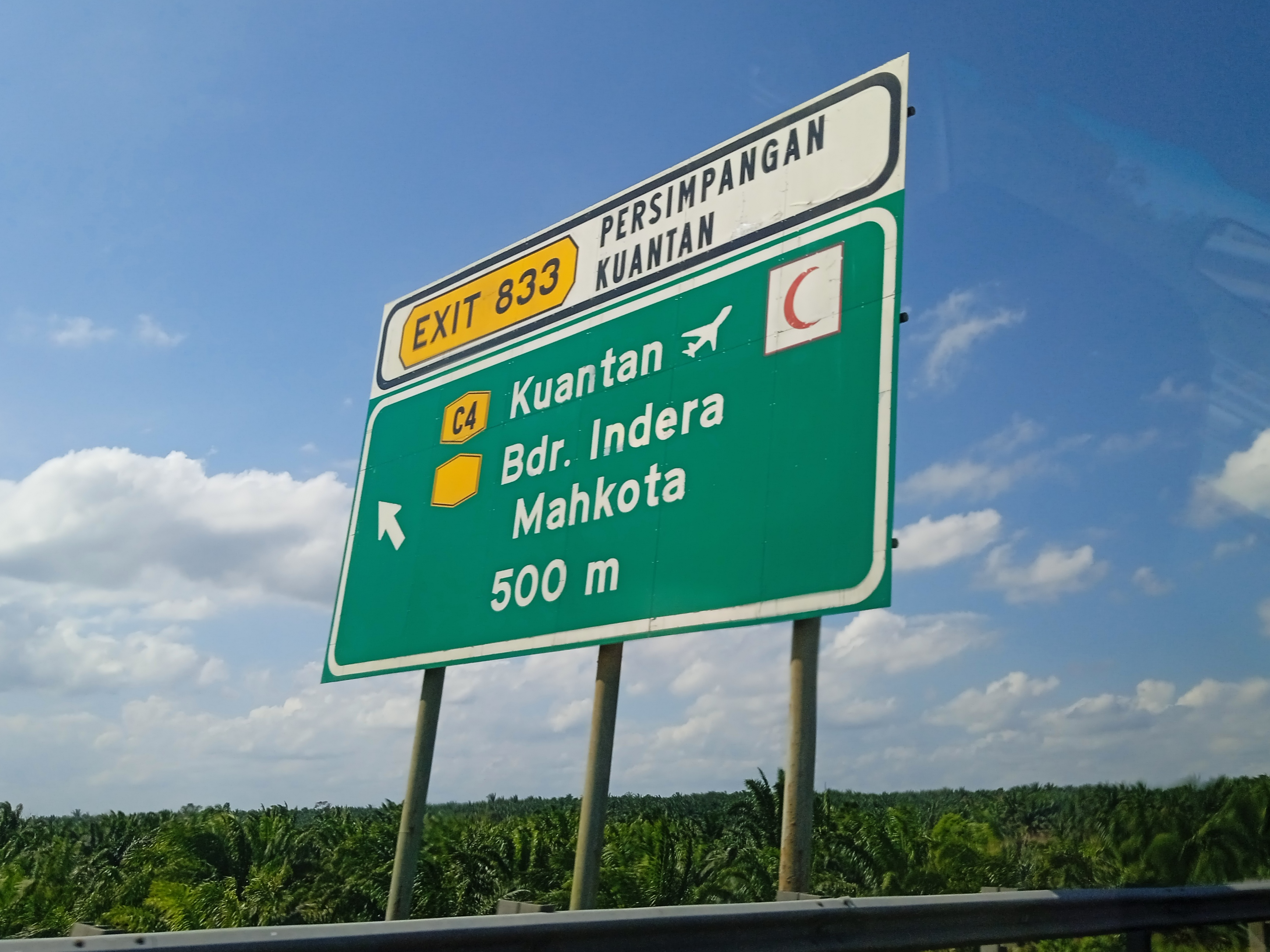
東海岸大道

关丹市与吉隆坡通过东海岸大道相连，这条高速公路也将关丹市与其它重要城市（哥打峇鲁市和瓜拉登嘉楼市）连在一起。
市内有数座医院，其主要医院是东姑安潘雅富珊中央医院。这座医院拥有许多现代设备，包括X射线断层成像和核磁共振成像。它也是马来西亚国际伊斯兰大学的教学医院，郊区有小型的社区卫生中心，市内还有两座私人卫生中心。
距离市中心16公里还有一座苏丹阿末沙机场作为空中交通的联络站，除了马来西亚国内航线之外，也曾经有来往台湾台北-桃园的旅游包机。

## 旅游业

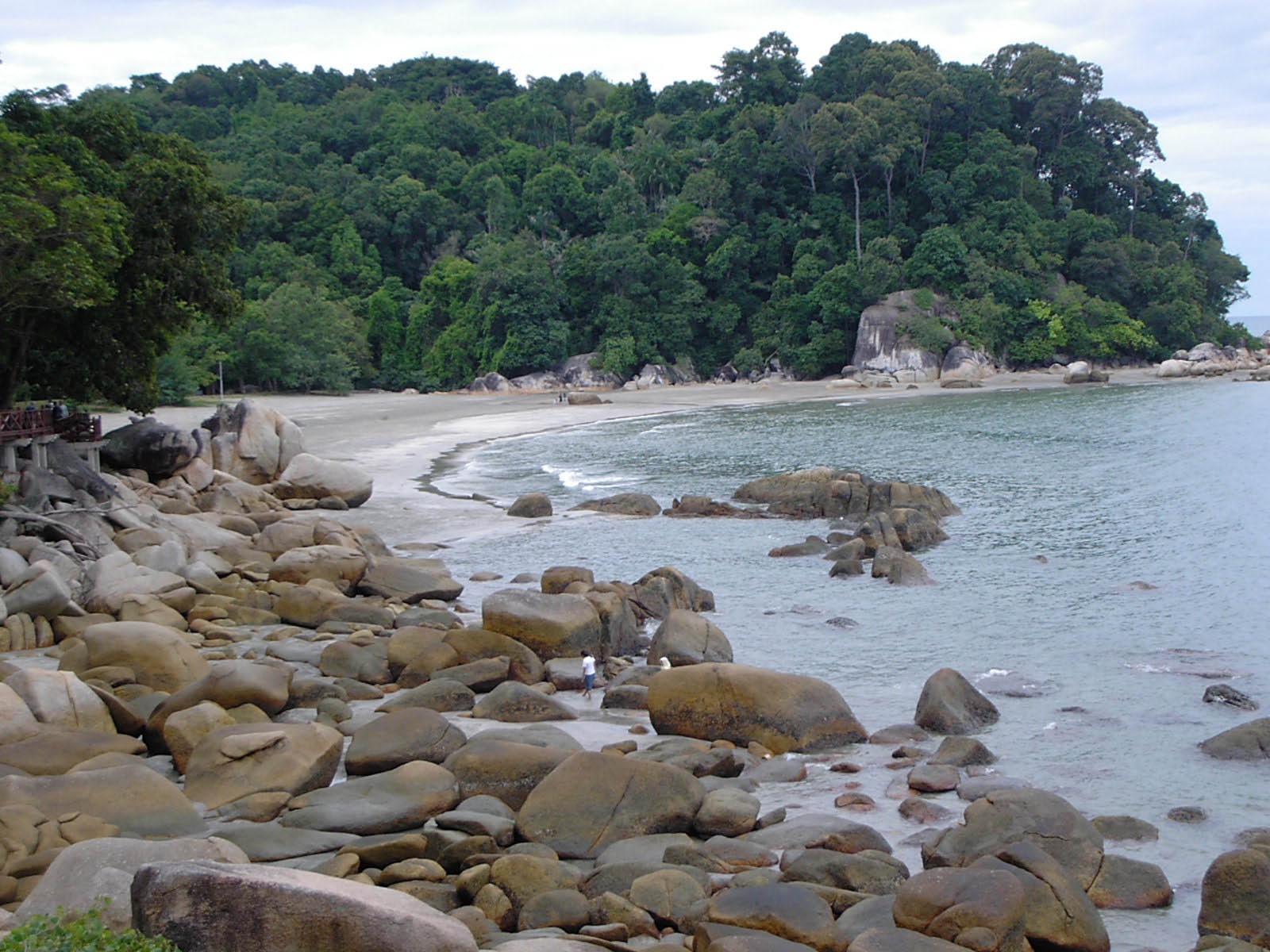
直落尖不辣海滩

关丹市的主要观光景点为直落尖不辣海滩（Teluk Cempedak），其他临近著名海滩包括黑沙滩（Batu Hitam）, 巴洛（Balok）以及遮拉汀（Cherating）。遮拉汀附近有一个海龟保护区，海岸前数千米有一座蛇岛（Pulau Ular），这里有一个“蛇与渔村”的传说。
关丹市的瀑布也很著名，市内还有三个公园。关丹市的手工艺品，如白眉印染也很著名。关丹市的大清真寺也是旅游景点。
关丹市有许多购物中心以及数座五星级旅馆和四星级旅馆，外国人一般选择靠海滩的休假地。

## 食品
关丹市的炸鱼片和咸鱼很有名，咸鱼的制法是用盐腌鱼后放在日下晒数日。其它著名食品包括馕和烤鸡。当地的馕与印度煎饼类似，但是比印度煎饼大，油比较少，可以沾各种汁，包括拉茶。
市中心有多种当地的食品。

## 教育

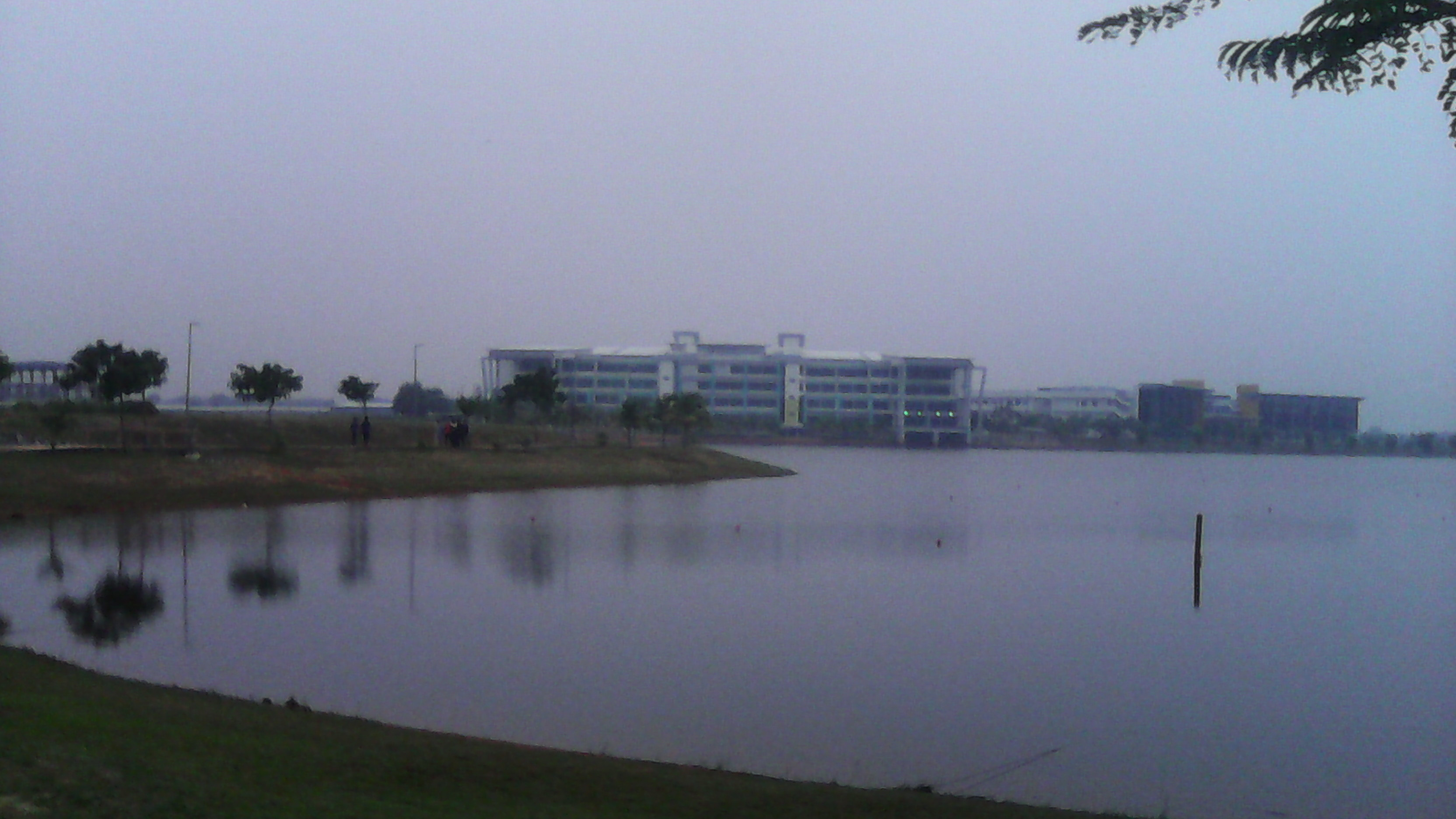
湖前的彭亨大学北根图书馆

马来西亚彭亨大学是关丹市唯一的公立大学位于甘孟（郊区）。关丹市的基础教育由国民学校提供，其学科是统一由马来西亚教育部规定的。关丹市有一座伊斯兰宗教学校，它除宗教课程外也提供教育部规定的普及教育课程。市内的两座国际学校不使用马来西亚教育部的课程安排。关丹有数座高等教育机构，如马来西亚国际伊斯兰大学以及一些私人大学。

### 中学

#### 教会中学
早在殖民时期，关丹市就已拥有良好的教育制度，并教育了几代统治者，立法者，政治家，专业人士和社会地位的人士。
- 圣多默中学
- 卫理女中（英語：Methodist Girls' Secondary School Kuantan）

时至今日，这些教会学校（虽然在70年代改用马来文为媒介语，但并未改变其教会学校的特色）仍然保持英国的传统文化。

#### 华文中学
这些学校因为有华社的大力支持，使得教育质量比其他源流学校来的高，也因此吸引了许多非华裔华小生就读。
注：马来西亚有两种华文中学，一种为政府资助的马来西亚国民型华文中学（简称华中或SMJK，以马来语何英语作为媒介语），另外一种则是华文独立中学（简称独中或SP/SMPC），由马来西亚华社和董总营运，但目前独中的高级考试统考不受中央政府承认。详情请参见1961年教育法令。
- 丹那布爹国民型华文中学
- 关丹中华中学

### 小学

#### 华文小学
注：马来西亚国民型华文小学（简称华小、华文小学或SJK(C)，以华语为媒介语）。详情请参见1996年教育法令。
- 士满慕华小
- 中菁华小
- 光华华小
- 培才华小
- 培英华小
- 育贤华小
- 公民华小	
- 林明华小
- 班珍华小
- 培民华小
- 达士华小
- 中菁华小二校

## 媒体文化中的关丹
- 《大日子》是马来西亚本土的首部中文贺岁电影，于2010年发行，全片大部分是在关丹的米昔拉村拍摄。
- 近日爆紅的動漫《咒術迴戰》中，于漫画第120话，动漫第二季，第18集中，七海建人臨死前，提到他最想去的地方就是馬來西亞關丹，還說想在空無一人的海邊蓋一棟房子，此話一出，讓馬來西亞讀者和觀眾產生共鳴。

## 其它
- 彭亨州的苏丹宫殿位于关丹。
- 在电脑游戏《命令与征服》中关丹是挪得兄弟会的重要基地。
- 关丹华裔多数以粤语为沟通语言。

## 友好城市
- 中华人民共和国广西壮族自治区钦州市